# Grillade

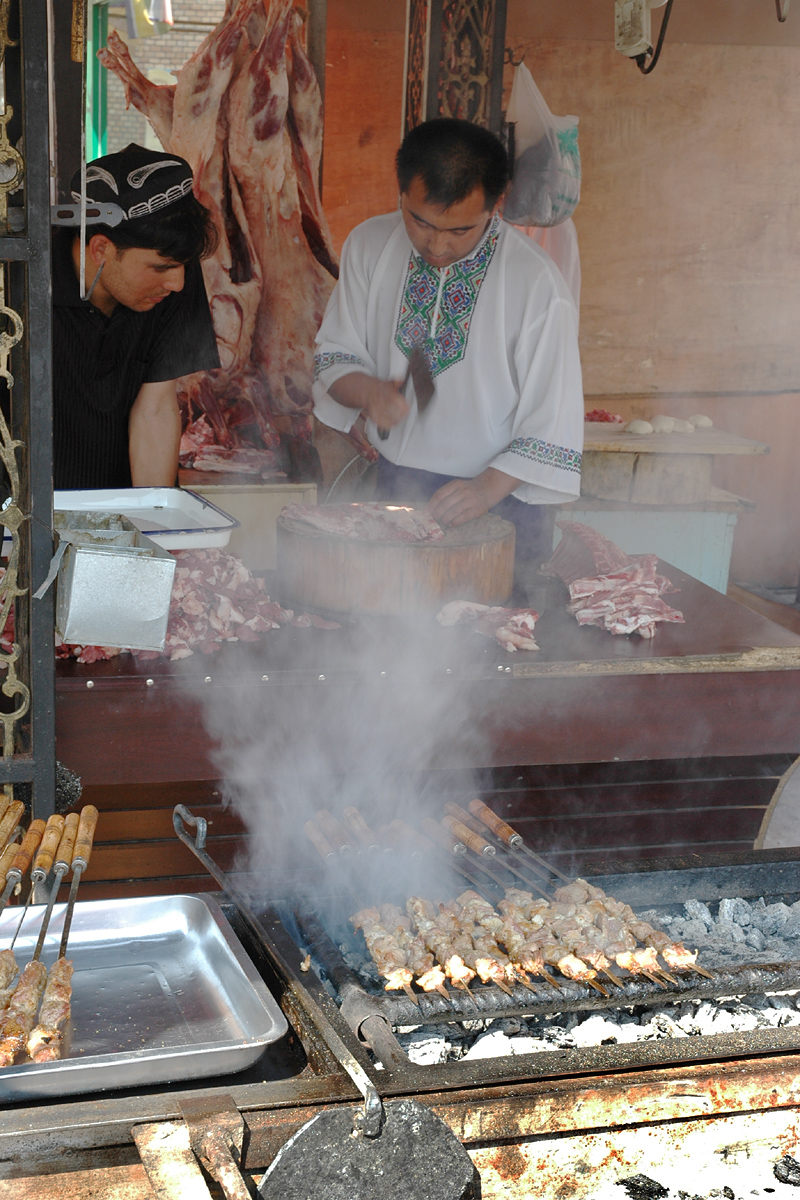
Brochettes de mouton grillées.

La grillade, qui au sens premier du terme constitue l'action de griller, connaît quatre sens en cuisine :
- c'est la façon de cuisiner (cuisson par concentration) certains morceaux de viande (bœuf, porc, mouton, chèvre, volaille…) ou de poisson. « Faire grillade » consistait à mettre sur le gril des morceaux qui avaient déjà été rôtis[1] ;
- c'est le nom du mets grillé : grillade de saumon, de poulet, de bœuf ;
- c'est le nom du morceau de viande qu'on veut griller : « acheter trois grillades d'agneau » ;
- c'est l'appareil qui sert à griller : fourneaux en tôle et fonte, avec grillade, four, étuve et chauffe-assiette[2].

En France, la « grillade en plein air » peut être aussi synonyme de pique-nique.

## Types de grillade

### Viande
On utilise pour la grillade les morceaux les plus tendres, souvent un peu gras, car les autres morceaux ainsi préparés deviennent désagréablement durs.
La viande peut être grillée, par exemple, sur des braises, sur un gril, un barbecue ou une planche à griller.

#### Bœuf
- Araignée
- Bavette
- Chateaubriand
- Côte de bœuf
- Entrecôte
- Faux-filet
- Filet
- Kebab
- Onglet
- Poire
- Rumsteck
- Tournedos
- Burnt ends

#### Porc
- Lard Au Québec, les « grillades de lard » sont des tranches de lard salé, grillées dans la poêle et servies traditionnellement lors des repas de fête, de carnaval ou au temps des sucres[3]. On les appelle aussi « oreilles-de-lard », « oreilles de crisse » ou « oreilles-de-Christ[4] ».
- Mititei et côtelette de porc
- Travers de porc
- Ventrèche

#### Agneau, mouton
- Côtes d'agneau

#### Autres viandes
- Lapin
- Volaille : dindon, poulet, canard, etc.[5]

#### Viande préparée
- Andouillette
- Boudin
- Brochettes
- Chipolatas et merguez
- Saucisses[6]

### Poissons

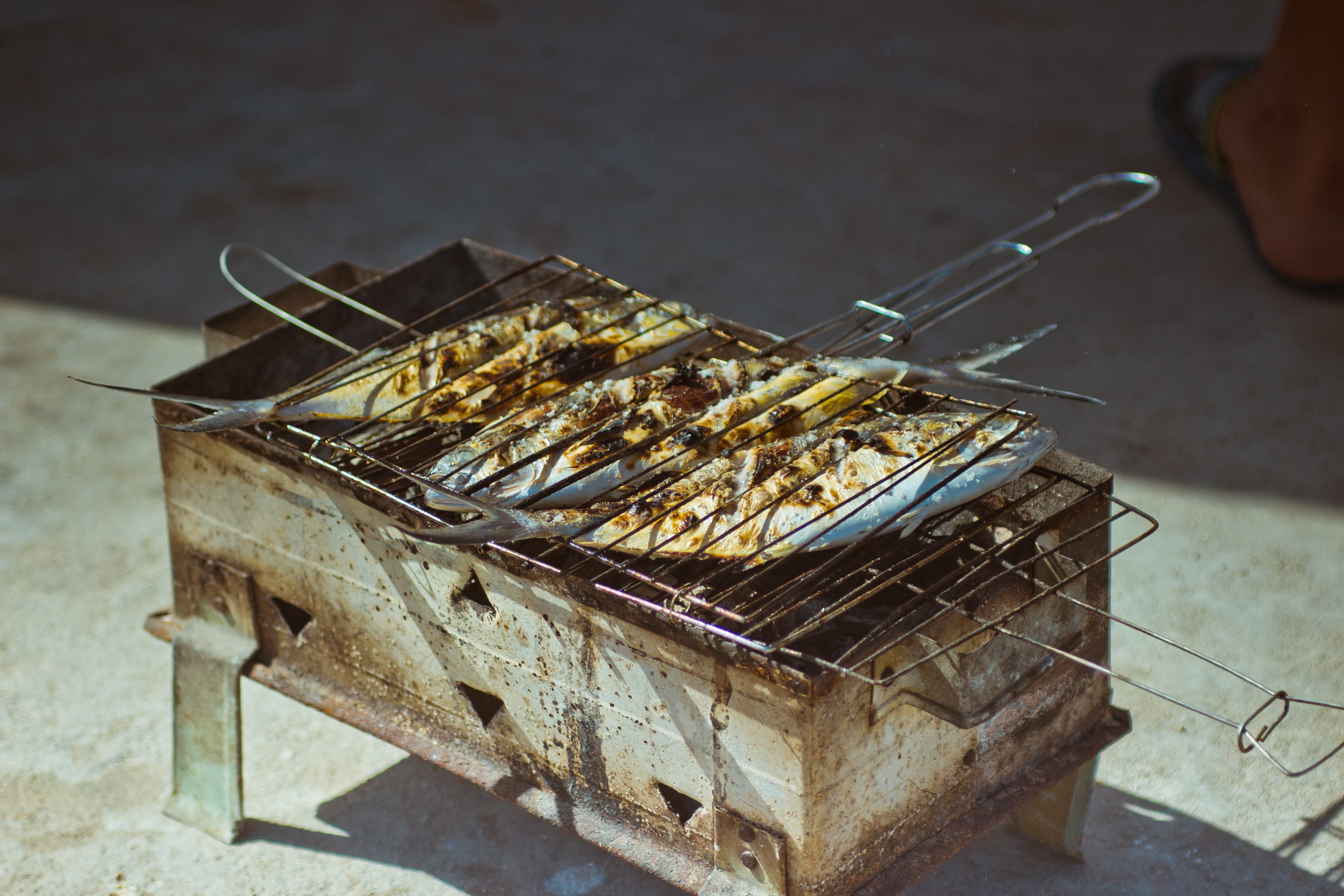
Sardines grillées.

- Dorade
- Hareng
- Sardine[7]
- Saumon
- Truite

### Légumes
Un barbecue végétarien sans viande, voire végan, est possible,.
- Aubergine, tomate, poivron, champignon, etc.